# Yaw Berko
Yaw Berko (sinh ngày 13 tháng 10 năm 1980 ở Accra) là một cầu thủ bóng đá người Ghana thi đấu cho Liberty Professionals FC.

## Sự nghiệp
Berko bắt đầu sự nghiệp bởi Liberty Professionals FC vào tháng 1 năm 2005 anh được cho mượn đến câu lạc bộ Việt Nam Pisico Bình Định F.C., sau 1 năm anh trở về với Liberty. Vào ngày 14 tháng 12 năm 2009, anh rời Liberty Professionals FC và gia nhập Young Africans FC theo dạng cho mượn.

## Danh hiệu
Anh được trao tặng danh hiệu cầu thủ xuất sắc nhất trận đấu với Sekondi Hasaacas F.C. ngày 25 tháng 6 năm 2008.